# マリー・フォン・ヘッセン＝カッセル (1804-1888)
マリー・フォン・ヘッセン＝カッセル（ドイツ語: Marie von Hessen-Kassel, 1804年9月6日 - 1888年1月1日）は、ドイツのヘッセン＝カッセル家の侯女で、ザクセン＝マイニンゲン公ベルンハルト2世の妃。

## 生涯
ヘッセン選帝侯ヴィルヘルム2世とその妻でプロイセン王フリードリヒ・ヴィルヘルム2世の娘であるアウグステの間の第5子、三女として生まれた。全名はマリー・フリーデリケ・ヴィルヘルミーネ（Marie Friederike Wilhelmine）。ヘッセン選帝侯夫妻は6人の子どもをもうけたが、そのうち4人は夭折し、5歳を過ぎても育っていたのは兄フリードリヒ・ヴィルヘルムとマリーだけだった。しかし父がライヒェンバッハ＝レッソニッツ伯爵夫人エミーリエと関係を持っていたことで8人の異母弟妹がいた。
1822年、母の友人であるスウェーデンの伯爵夫人シャルロッタ・アウロラ・ドゥ・イェールからスウェーデン王太子オスカル（後のオスカル1世）との縁談が持ち込まれたが成立せず、代わりにオスカルは翌年にロイヒテンベルク公女ヨゼフィーネと結婚した。
1825年3月23日にカッセルでベルンハルト2世と結婚し、ザクセン＝マイニンゲン公妃（Herzogin von Sachsen-Meiningen）となった。夫はザクセン＝マイニンゲン公ゲオルク1世とその妃のホーエンローエ＝ランゲンブルク侯女ルイーゼ・エレオノーレの間の息子で、イギリス王ウィリアム4世の王妃アデレードの弟だった。夫妻の間には1男1女の2人の子女が生まれた。長男ゲオルクは1843年に長女アウグステが生まれるまで17年間きょうだいはいなかった。1882年に夫が亡くなって未亡人となり、6年後の1888年正月に83歳で死去した。

## 子女
- ゲオルク2世（1826年 - 1914年） - ザクセン＝マイニンゲン公
- アウグステ（英語版）（1843年 - 1919年） - 1862年、ザクセン＝アルテンブルク公子モーリッツと結婚